# Devaluación
La devaluación es la disminución del valor nominal de una moneda corriente frente a otras monedas. Esta devaluación de una moneda puede tener muchas causas, entre estas la de una falta de demanda de la moneda local o una mayor demanda de la moneda extranjera, o ambas a la vez. Lo anterior puede ocurrir por falta de confianza en la economía local, en su estabilidad, en la misma moneda, entre otros. El proceso contrario a una devaluación se conoce como revaluación.
En un sistema cambiario libre, es decir donde la intervención del banco central es nula o casi nula, la devaluación se conoce como depreciación.
Las monedas de los países representan un valor, este valor está relacionado con la riqueza de un país. La moneda en sí no tiene un valor real, sino que es solo representativo, según el filósofo Aristóteles una modificación en las convenciones que tienen lugar entre quienes se sirven de ella puede disminuir completamente su valuación y hacerle del todo incapaz para satisfacer necesidades.
Ejemplo: Si todos los bienes que alguien tiene (imaginemos que estos son todos los bienes existentes) se valoraran en 100€ se podrían emitir 100 monedas de un euro para representar el valor de dichos bienes; pero si en un momento dado se emiten 100 monedas más de 1€ (ahora hay 200€ en total) sin aumentar el número de bienes que existen, las monedas que están en circulación no representan el valor real de los bienes, por lo que existen tres opciones:
1. Hacer modificaciones a los bienes existentes para incrementar su valor a 200€.
2. Sacar de circulación 100 monedas de un euro.
3. Darle un menor valor (real) a la moneda (50 céntimos). Esto es exactamente devaluar la moneda.

Si se tienen en circulación 200 monedas es muy difícil decir a quienes las tengan que las devuelvan sin recibir nada a cambio. Por lo tanto lo más fácil es devaluar la moneda.

## Utilización histórica
La devaluación se utiliza más a menudo en una situación en la que una moneda tiene un valor definido en relación con un valor de referencia. Históricamente, por ejemplo, las primeras monedas importantes solían ser monedas acuñadas en oro o plata por una autoridad emisora que certificaba el peso y la pureza (ley) del metal precioso. Un gobierno necesitado de dinero y escaso de metales preciosos podía reducir tanto el peso como la pureza de las monedas sin anunciarlo, o bien decretar que las nuevas monedas tengan el mismo valor que las antiguas, devaluando así la moneda. Más tarde, con la emisión de papel moneda en lugar de monedas, los gobiernos decretaron que fueran canjeables por oro o plata (patrón oro). De nuevo, un gobierno escaso de oro o plata podría devaluar decretando una reducción del valor de reembolso de la moneda, reduciendo el valor de las tenencias de todo el mundo.

## Causas para una devaluación monetaria
Las causas para una devaluación monetaria pueden deberse a varios factores, a una mezcla de ellos, o solo a causa de uno. Las principales causas de una devaluación son:
- Apreciación de la moneda local: A veces, por causas externas a la economía de un país, la moneda local se ve sobrevaluada, así sea por la abundancia de dólares en el exterior o por el ingreso de capitales extranjeros al país, que generan que haya más reservas de dólares, provocando que la moneda local se aprecie.
- Fuga de divisas: La incertidumbre acerca de la economía de un país puede generar que los capitales extranjeros dejen de invertir en un determinado país, provocando el efecto inverso a la apreciación de la moneda. Una corrida bancaria también se considera fuga de divisas.
- Falta de confianza en la moneda local: Cuando hay sospechas de que un país entrará en suspensión de pagos generalmente se produce una corrida bancaria, huida de la moneda local hacia una extranjera o aumento del consumo para que perdure el valor de la moneda. Paradójicamente, la sospecha de una devaluación es lo que termina provocándola, se genera una auténtica profecía autocumplida.
- Emisión monetaria: Según la teoría monetarista, emitir billetes sin respaldo conlleva inflación[cita requerida]. Si el tipo de cambio en relación con otra moneda es fijo, el aumento de precios genera una apreciación de la moneda con el tipo de cambio real, ya que hay más billetes en circulación pero la paridad con la otra moneda sigue igual. Esto en el corto o mediano plazo genera pérdida de competitividad para los bienes exportables, ya que los costos fijos del país se ven incrementados, pero no así los precios en el exterior.

## Consecuencias de una devaluación
Cuando se produce una devaluación monetaria, los principales efectos negativos son:
- Cambio en los precios de bienes y servicios importados. La devaluación implica menor poder de compra de la moneda local. Por lo tanto, la capacidad de comprar bienes y servicios importados es reducida. Por ejemplo, un bien como petróleo que cuesta USD 100 en moneda extranjera y $ 1000 en moneda local, es decir con un tipo de cambio de $10, luego de una devaluación del 20%, solo se podrán comprar USD 80, con un tipo de cambio a $ 12,50 (25% de aumento) y haría subir el precio del mismo bien importado a $ 1250[Notas 1].
- Posible aumento de la inflación.
- Pérdida del poder adquisitivo de los asalariados. Como consecuencia del aumento de la inflación, todas las personas que perciban ingresos fijos en la moneda local ven disminuida su capacidad de compra.
- Erosión de los ahorros en moneda local y pérdida de salario real.
- Licuación de la deuda por parte de empresas que fijaron el contrato en moneda local. Aunque esto en algunos casos no sucede ya que generalmente los contratos de préstamos están pactados en tasa de inflación variable. Sin embargo, puede ser que en algunos países la indexación esté prohibida, por lo que se produce una transferencia de riqueza de los acreedores hacia los deudores.
- Sustitución de moneda ya sea de manera formal (política monetaria gubernamental) o informal (personas), haciendo perder la soberanía monetaria del país o territorio afectado.

Los principales efectos positivos son:
- Al devaluar la moneda nacional las exportaciones se vuelven más competitivas frente a las realizadas con moneda de mayor valor.
- Puede aumentar el turismo internacional, ya que a los extranjeros de países donde su dinero vale más les resulta atractivo.
- Puede mejorar el consumo interno de productos nacionales si se revisan al alza los salarios, ya que los productos importados suelen encarecerse.

Los efectos negativos producen un descontento social que pueden manifestarse en un costo político muy grande, como el Rodrigazo. Incluso, una Devaluación puede traer consecuencias económicas a gran escala, como el Efecto Tequila y el Efecto Vodka. Son estas consecuencias por las que la devaluación siempre se usa como último recurso.[cita requerida]